# ASH (kabel podmorski)
ASH (American Samoa Hawaii Cable) – kabel podmorski łączący Samoa oraz Samoa Amerykańskie z Hawajami (skąd poprowadzonych jest wiele kabli o dużej przepustowości w stronę Ameryki Północnej). Kabel składa się z dwóch par światłowodów, jego długość to 4680 km a przepustowość to 1.2 Gb/s. Inwestycja została oddana do użytku w roku 2009.

## Realizacja projektu
Do stworzenia tego kabla użyto części położonego w latach 90. XX wieku kabla PacRim East łączącego Nową Zelandię i Hawaje.
Jego przepustowość jeszcze w ubiegłym wieku okazała się za mała (aby przenosić transmisje pomiędzy Nową Zelandią a Ameryką Północną), ale infrastruktura okazała 
się atrakcyjna dla wysp Samoa. Duża część została użyta ponownie bez dodatkowych prac, pewne fragmenty zostały wyciągnięte i ułożone ponownie. Dodatkowo wyspy Samoa i Samoa Amerykańskie połączono kablem SAS. Do podniesienia kabla z dna morza i ułożenia go ponownie użyto specjalistyczny statek Île de Ré. Kable ASH/SAS oddano do użytku 28 maja 2009 roku.

## Położenie geograficzne
Kabel zaczyna się w Pago Pago (miejscowość należąca do Samoa Amerykańskiego) w Pago Pago Cable Landing Station, a kończy się w Keawaula Cable Landing Station - infrastrukturze telekomunikacyjnej należącej do AT&T leżącej na wyspie Oʻahu należącej do archipelagu Hawajów.